# Culicoides
Culicoides és un gènere de dípters nematòcers de la família Ceratopogonidae. Hi ha al voltant de 500 espècies. Algunes espècies se sap que són vectors de diverses malalties i paràsits que poden afectar els animals. Es creu que és un vector del virus de Schmallenberg que afecta la ramaderia des de l'any 2011. També ho és del virus de la llengua blava.

## Descripció
Els adults són insectes petits i foscos d'uns 1–3 mm de llargada. Tenen les antenes allargues i amb 15 segments, molt densament piloses en els mascle i menys en les femelles. El tòrax porta un parell d'ales amb taques.
Tant mascles com femelles s'alimenten del nèctar, però només les femelles també s'alimenten de sang la qual necessiten per la maduració dels seus ous fertilitzats. Les femelles típicament piquen als moments del crepuscles sovint agrupades en eixams densos i normalment prop de l'aigua, aiguamolls o de la vegetació en descomposició.
Les femelles ponen els ous en molts hàbitats diferents des de la vegetació aquàtica, corrents d'aigua, sòl entollat o munts de fems. Les larves són blanques i llises. Les pupes tenen el cefalotòrax fusionat i trompetes respiratòries primes i amb l'abdomen segmentat. Els adults emergeixen després de 3 a 7 dies.
La picada dels Culicoides se sent com una punxada aguda i sovint és seguida d'irritació que pot desaparèixer en unes poques hores o durar uns dies.

## Culicoidescom a vector
Diferents espècies de Culicoides són vectors per als següents agents infecciosos: Mansonella spp. (M. ozzardi, M. perstans, M. streptocerca), Onchocerca gibsonii O. cervicalis, Leucocytozoon, Plasmodium agamae, virus de la llengua blava, malaltia equina africana, febre efemeral del boví (C. osystoma i C. nipponesis), virus Akabane, picor de Queensland i malaltia hemorràgica epizoòtica.

## Virus de la llengua blava a Europa
El 2006, es va registrar per primera vegada el virus de la llengua blava al nord d'Europa. Els anys 2007 i 2008 n'hi va haver brots importants, arribant fins a Noruega, i l'any 2009 el brot va ser menor. Es creu que les espècies capaces de la transmissió del virus de la llengua blava al nord d'Europa eren diferents de les que ho fan més al sud i es pensa que al nord d'Europa la transmissió del virus va estar a càrrec de les espècies del complex Culicoides obsoletus i del complex Culicoides pulicaris.

## Alguns tàxons
La sistemàtica i taxonomia d'aquest gènere és confusa. Gèneres com Paradasyhelea s'inclouen aquí com subgènere.
- Subgènere Avaritia
  - Culicoides brevitarsis – se sospita que és un vector del Virus Akabane i Virus Aino
  - Culicoides imicola – principal vector del virus de la llengua blava i la malaltia africana del cavall al Sud d'Europa
  - Culicoides chiopterus -
  - Culicoides dewulfi -
  - Culicoides obsoletus -
  - Culicoides scoticus -
- Subgènere Beltranmyia
  - Culicoides circumscriptus
  - Culicoides manchuriensis
  - Culicoides salinarius
- Subgènere Culicoides
  - Culicoides nipponensis
  - Culicoides punctata
- Subgènere Drymodesmyia
  - Culicoides loughnani
- Subgènere Haematomyidium
  - Culicoides insinuatus
  - Culicoides paraensis - vector del virus Oropouche
- Subgènere Haemophoructus
  - Culicoides gemellus
- Subgènere Hoffmania
  - Culicoides foxi
  - Culicoides fusipalpis
  - Culicoides ignacioi
  - Culicoides insignis
  - Culicoides lutzi
  - Culicoides maruim
  - Culicoides paramaruim
- Subgènere Macfiella
  - Culicoides phlebotomus
- Subgènere Meijerehelea
  - Culicoides guttifer
- Subgènere Monoculicoides
  - Culicoides deltus
  - Culicoides fagineus
  - Culicoides grisescens
  - Culicoides impunctatus - vector de Haemoproteus spp.
  - Culicoides newsteadi
  - Culicoides nubeculosus
  - Culicoides pulicaris
  - Culicoides punctatus
- Subgènere Oecacta
  - Culicoides furens  transmet Mansonella Ozzardi
- Subgènere Remmia
  - Culicoides oxystoma
- Subgènere Tokunagahelea
  - Culicoides pygmaeus
- Subgènere Trithecoides
  - Culicoides anophelis

Les espècies incertae sedis inclouen:
- limai group
  - Culicoides limai
- fluviatilis group
  - Culicoides fluviatilis
  - Culicoides leopodoi
- reticulatus group
  - Culicoides guyanensis
  - Culicoides paucienfuscatus
  - Culicoides reticulatus